# Gerhard von Neufville
Gerhard von Neufville  oder Gerard de Neufville (* 28. Oktober 1590 in Wesel; † 28. Juli 1648 in Bremen) war ein deutscher Arzt, Mathematiker und Physiker. Er war Professor in Bremen, wo er zu seiner Zeit als bedeutender Gelehrter galt.

## Leben
Neufville war ein Enkel von Gerhard Mercator über dessen Tochter Dorothea (1539–1574/75). Er studierte in Leiden, wo er 1609 den Magister der Philosophie erhielt. Ab 1609 war er außerordentlicher Professor für Mathematik in Heidelberg. Dort wurde er 1611 in die Liste der Theologiestudenten eingetragen. Nach einer Disputation in Heidelberg am 3. August 1611 unter Bartholomäus Coppen über die Rechtfertigungslehre wurde er 1611 ordentlicher Professor für Mathematik und Physik am Gymnasium illustre in Bremen, was er bis 1644 blieb. 1616 wurde er in Basel in Medizin promoviert. 1624 erhielt er auch die Professur für Medizin in Bremen und wurde erster Stadtarzt und Physikus. Er galt als geschickter und erfolgreicher Arzt.
Er veröffentlichte über Naturlehre und auch theologische Disputationen. Von ihm stammt eine Arithmetik (1622). Er veröffentlichte nur drei eigentlich medizinische Disputationen.
1645 erschien seine Physiologia s. physica generalis, deren Fortsetzung wurde in Bremen vom Arzt Heinrich Harmes 1668 herausgegeben (Gerh. de Neufville Cosmologia et anthropologia s. physicae specialis partes duae principaliores). Das war als der spezielle Teil einer schon 1623 erschienenen Synopsis der allgemeinen Naturlehre gedacht und enthält im ersten Buch wiederum allgemeine Überlegungen zu den Naturwissenschaften. Diese sollten sich weniger auf Autoritäten als auf Beobachtung stützen. Er legt die Atomlehre zu Grunde. Der zweite Teil, der zwar ausgearbeitet war, aber von Neufville vor seinem Tod noch nicht auf eine ihn befriedigende Form gebracht worden war, enthält seine Kosmologie. Er war ein Anhänger des Weltsystems von Tycho Brahe mit der Erde im Mittelpunkt und teilte die Welt in himmlische und subhimmlische (Corpora subcoelestia) ein. Beim Himmel unterschied er den Wohnsitz Gottes und den eigentlichen Sternenhimmel darunter, der sich um eine Achse drehte. Die Sterne teilen damit die Zeit und erleuchten und beherrschen die untere Welt. Er hält die Astrologie aber wegen der Unsicherheit der unteren Welt und dem freien Willen für unsicher. Sonne und Mond sind für ihn Planeten erster Ordnung, die übrigen zweiter Ordnung. Kometen sind Vorboten des Unglücks. Die Milchstraße hält er nach Galileo Galilei für eine Sternansammlung. Weitere Teile handeln von den irdischen Körpern, den vier Elementen und von Anthropologie.
Er wurde in der Stephanikirche in Bremen beerdigt.

## Schriften
- Theoretica et practica arithmetica. Bremen 1622.
- Physiologia s. physica generalis de rerum naturalium atque etiam substantiae corporeae, communi natura, primis principiis et causis et communissimis affectionibus. Bremen 1645.